# Badminton op de Olympische Jeugdzomerspelen 2010
Badminton is een van de olympische sporten die beoefend worden tijdens de Olympische Jeugdzomerspelen 2010 in Singapore. De wedstrijden zullen worden gespeeld van 15 tot en met 19 augustus in het Singapore Indoor Stadium. Er zijn twee onderdelen: het jongens- en meisjes enkelspel.

## Deelnemers
De deelnemers moeten in 1992 of 1993 geboren zijn. Het aantal deelnemers is door het IOC op 32 jongens en 32 meisjes gesteld.
Zowel bij de jongens als bij de meisjes kunnen maximaal 16 sporters zich kwalificeren via 5 continentale kampioenschappen in 2010 of de continentale ranglijst als er geen continentaal kampioenschap werd gehouden. Maximaal negen deelnemers worden aangewezen door het IOC en de Internationale Badmintonfederatie, waarbij er voor wordt gezorgd dat uiteindelijk elk land ten minste vier sporters kan laten deelnemen aan de Jeugdspelen. De overige plaatsen worden ingevuld op basis van de wereldranglijst.
Per land mogen maximaal 2 jongens en 2 meisjes mee doen, mits beiden in de top 7 van het WK voor junioren 2010 eindigden.
Bovendien geldt dat per land het totale aantal sporters, bekeken over alle individuele sporten en het basketbal tijdens deze Jeugdspelen, is beperkt tot 70.

## Kalender
| Augustus  | 14 | 15 | 16 | 17 | 18 | 19 | 20 | 21 | 22 | 23 | 24 | 25 | 26 |
| --------- | -- | -- | -- | -- | -- | -- | -- | -- | -- | -- | -- | -- | -- |
| Badminton |    |    |    |    |    | 2  |    |    |    |    |    |    |    |

|  | Competitie |  | Finale |

## Opzet
Bij zowel de jongens en de meisjes worden de 32 deelnemers verdeeld in acht groepen van vier ingedeeld. Na een halve competitie gaan de groepswinnaars gaan door naar de knock-outfase die begint met de kwartfinale.

## Medailles

### Jongens

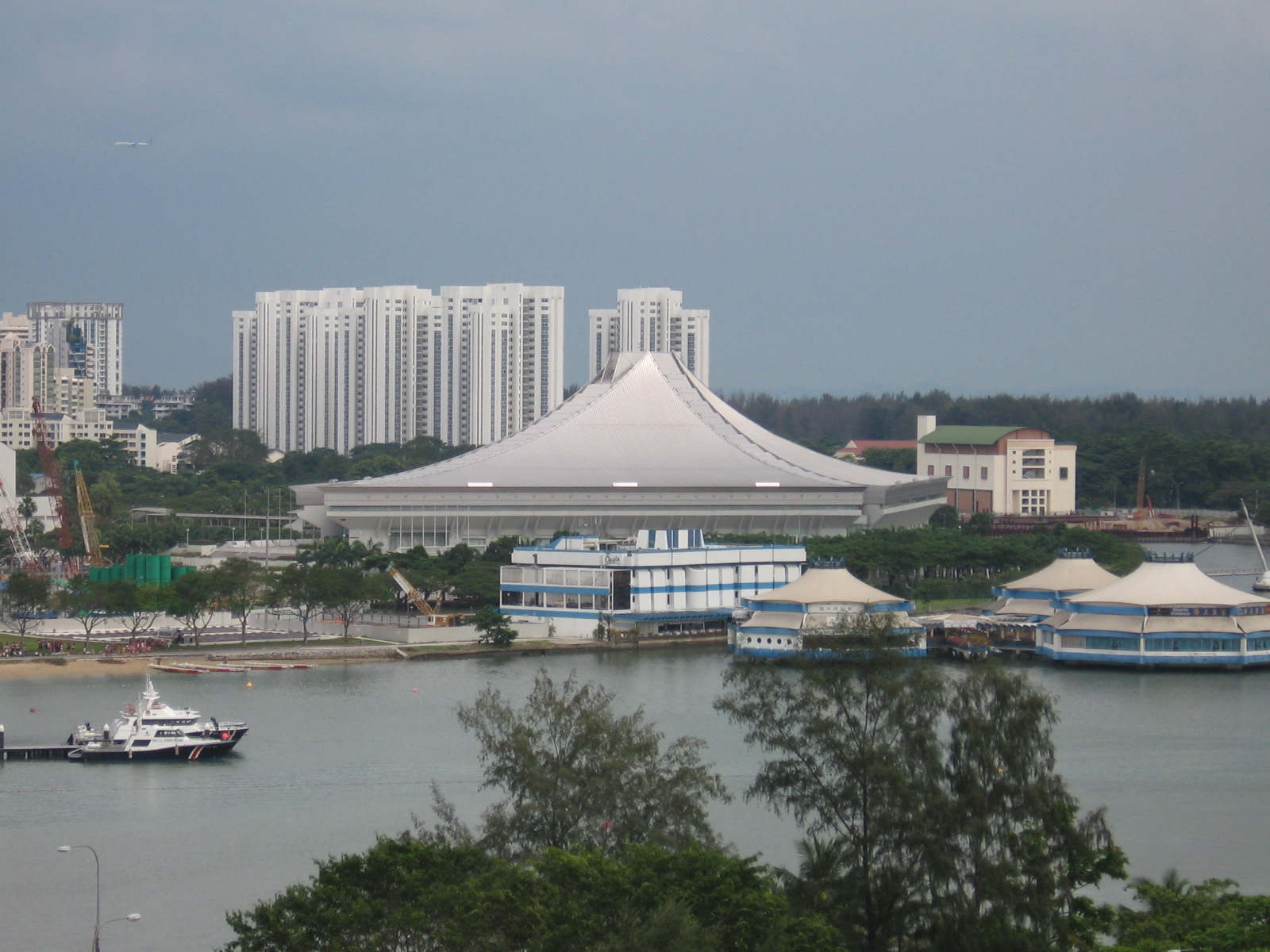
Het Singapore Indoor Stadium, waar het badmintontoernooi plaatsvindt

| Discipline | Goud | Goud             | Zilver | Zilver                     | Brons | Brons        |
| ---------- | ---- | ---------------- | ------ | -------------------------- | ----- | ------------ |
| enkelspel  | THA  | Pisit Poodchalet | IND    | Prannoy Haseena Sunil Kuma | KOR   | Kang Ji-wook |

### Meisjes
| Discipline | Goud | Goud                    | Zilver | Zilver    | Brons | Brons        |
| ---------- | ---- | ----------------------- | ------ | --------- | ----- | ------------ |
| enkelspel  | THA  | Sapsiree Taerattanachai | CHN    | Deng Xuan | VIE   | Vu Thi Tring |

### Medailleklassement
| Plaats | Land       | NOC    | Goud | Zilver | Brons | Totaal |
| ------ | ---------- | ------ | ---- | ------ | ----- | ------ |
| 1      | Thailand   | THA    | 2    | 0      | 0     | 2      |
| 2      | China      | CHN    | 0    | 1      | 0     | 1      |
| 2      | India      | IND    | 0    | 1      | 0     | 1      |
| 4      | Vietnam    | VIE    | 0    | 0      | 1     | 1      |
| 4      | Zuid-Korea | KOR    | 0    | 0      | 1     | 1      |
| Totaal | Totaal     | Totaal | 2    | 2      | 2     | 6      |